# König der Niederlande
Der König der Niederlande (niederländisch Koning der Nederlanden) ist das Staatsoberhaupt des Königreichs der Niederlande und damit der vier Länder Niederlande, Curaçao, Aruba und Sint Maarten. Der König ist außerdem ein Teil der Regierungen dieser vier Länder sowie auch Vorsitzender des niederländischen Raad van State.
Ferner ist der König das Oberhaupt des Königlichen Hauses. Es besteht außer ihm aus einigen wenigen direkten Verwandten. Die Mitgliedschaft ist gesetzlich festgelegt (Wet lidmaatschap Koninklijk Huis, 2002). Davon zu unterscheiden ist die viel größere Königliche Familie mit den übrigen Verwandten.
Ursprünglich hatte der König eine starke Stellung im Staat, so dass er trotz Verfassung und Parlament vor allem durch Erlasse regieren konnte. Im Laufe des 19. Jahrhunderts wurde seine Macht jedoch stark eingeschränkt. Der heutige niederländische König hat in der Theorie viele Rechte, ist in der politischen Praxis allerdings ohne Macht.

## Terminologie, Titel und Geschlecht

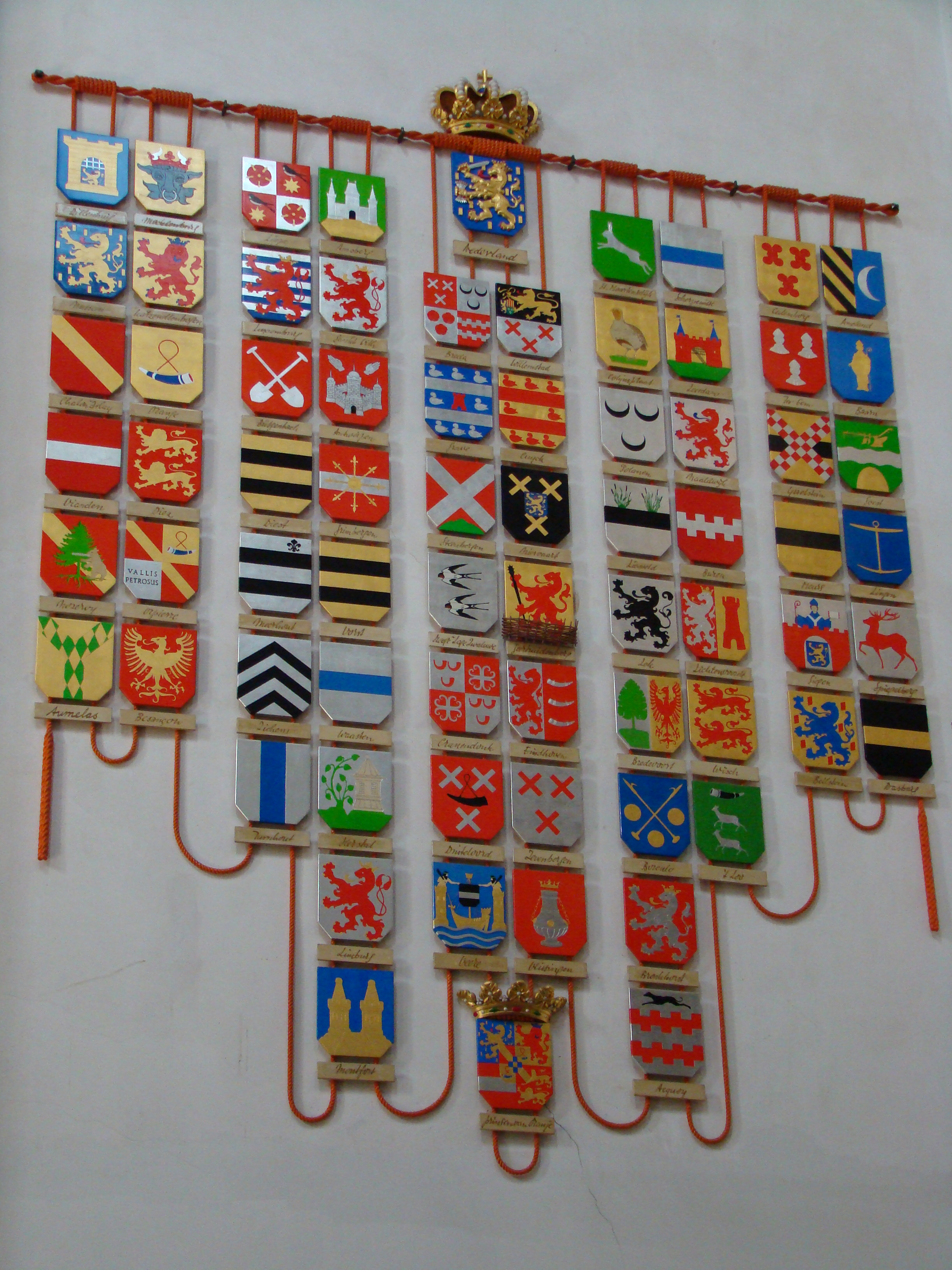
Wapenbord mit den Wappen der Herrschaften des Königs, Nieuwe Kerk in Amsterdam

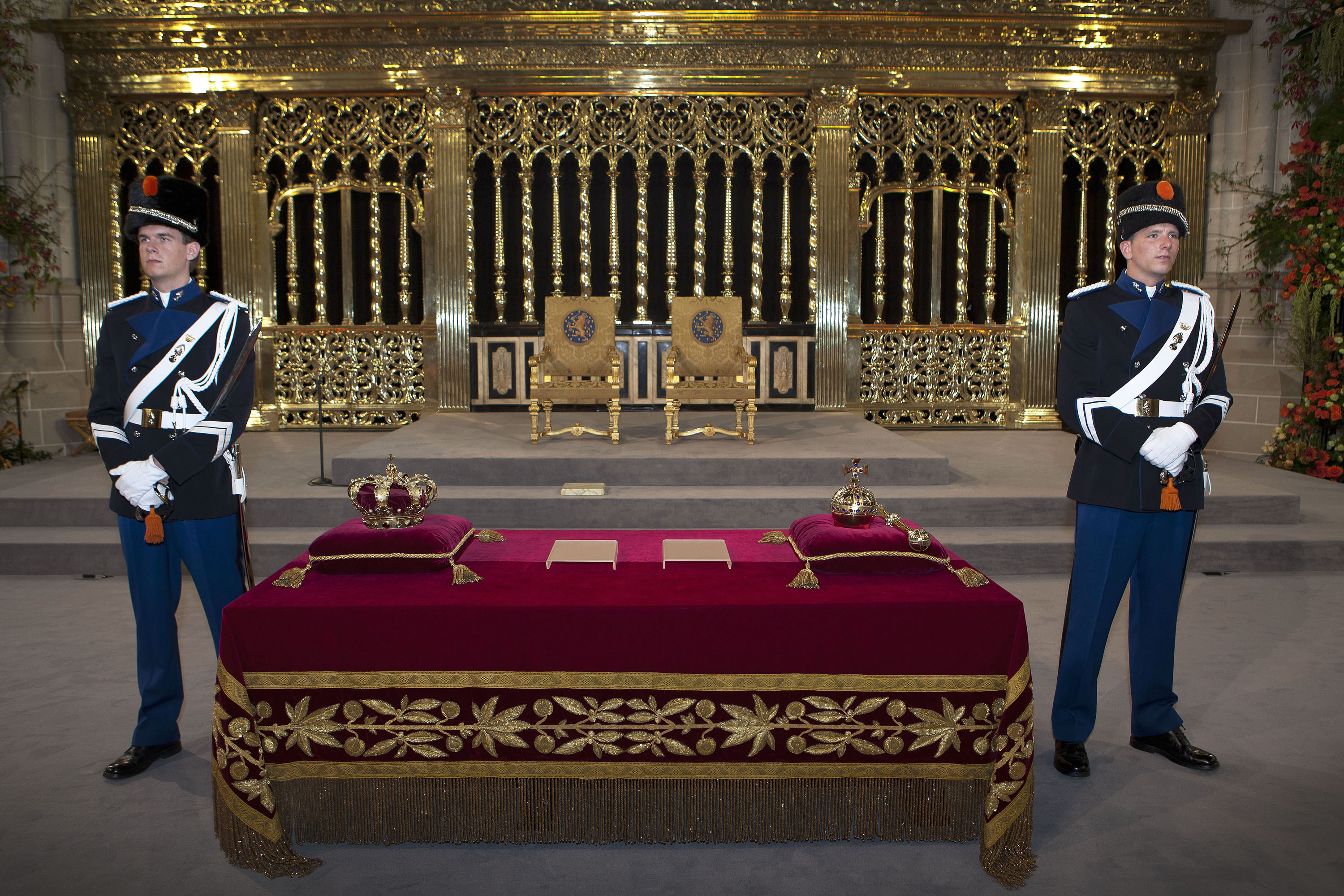
Die niederländische Krone als königliche Insigne.

In der niederländischen Verfassung erscheint das Staatsoberhaupt als Koning. Vor der Verfassungsreform 1983 hieß es an vielen Stellen auch Kroon, womit mal der König als Einzelperson, mal die Regierung gemeint war. Noch immer aber finden sich Stellen, an denen Koning oder koninklijk tatsächlich die Regierung meint. Ein koninklijk besluit, ein königlicher Erlass, ist jedoch keine Entscheidung des Königs, sondern eine der Regierung (zu der der König und die Minister gehören). Die Verfassung nennt den König nicht ausdrücklich das Staatsoberhaupt, dies wird aber als selbstverständlich angesehen.
Niederländischen Gesetzen (mit Ausnahme der Verfassung) geht eine Präambel voran, in der der König wie folgt erwähnt wird:
Wij Willem-Alexander, bij de gratie Gods, Koning der Nederlanden, Prins van Oranje-Nassau, enz. enz. enz.
Wir Willem-Alexander, von Gottes Gnaden, König der Niederlande, Prinz von Oranien-Nassau, usw. usw. usw.
Außer dem Fürstentitel der Oranier hat der König noch viele weitere Titel, auch wenn sie nicht mehr geführt werden:
- Marquis von Veere und Vlissingen
- Graf von Katzenelnbogen, Vianden, Dietz, Spiegelberg, Buren, Leerdam und Culemborg
- Burggraf von Antwerpen
- Baron von Breda, Diest, Beilstein, der Stadt Grave, dem Land van Cuijk, IJsselstein, Cranendonck, Eindhoven, Liesveld, Herstal, Waasten, Arlay und Nozeroy
- Herr von Ameland, Baarn, Besançon, Borculo, Bredevoort, Bütgenbach, Daasburg, Geertruidenberg, Hooge en Lage Zwaluwe, Klundert, Lichtenvoorde, Het Loo, Montfort, Naaldwijk, Niervaart, Polanen, Steenbergen, Sint-Maartensdijk, Sankt Vith, Soest, Ter Eem, Turnhout, Willemstad, Zevenbergen

Früher gab es noch weitere Titel, wie den eines Herzogs von Limburg.
Die Verfassung verwendet den Ausdruck Koning (König). König im Sinne der Verfassung kann aber auch eine Frau sein. Im Jahr 1891 bestimmte ein Gesetz: Wenn eine Frau die Krone trägt, ist der Ausdruck Koning in amtlichen Dokumenten als Koningin (Königin) wiederzugeben.
Für die Ehepartner ergibt sich folgende Ungleichheit: Die Ehefrau eines männlichen Staatsoberhaupts darf den Titel Königin tragen, so auch Königin Máxima, die Ehefrau von König Willem-Alexander. Das ergibt sich aus der Tradition. Der Ehemann eines weiblichen Staatsoberhauptes hingegen darf sich nicht König nennen, sondern muss mit der Bezeichnung Prinzgemahl (prins-gemaal) bzw. Prinz der Niederlande vorliebnehmen. Andernfalls könnte der falsche Eindruck entstehen, dass dieser Ehegatte König im Sinne der Verfassung sei. So war an der Seite von Königin Beatrix lediglich der Prinz-Gemahl Claus.

## Funktion
Die niederländische Regierung besteht aus dem König und den Ministern. Seit 1848 ist in der Verfassung festgelegt, dass der König onschendbaar (unverletzlich) ist und die Minister die Verantwortung tragen. Die Stellung des Königs kommt unter anderem in der Unterzeichnung von Gesetzen und königlichen Erlasse (der Regierung) zum Ausdruck, die jeweils von einem Minister oder Staatssekretär gegengezeichnet werden. Am Ende der Regierungsbildung unterzeichnet der König die Ernennungserlasse der Minister und Staatssekretäre, die sodann vor ihm vereidigt werden.
Laut Verfassung ist der König Vorsitzender des Staatsrats (Raad van State). Allerdings handelt es sich dabei um eine rein zeremonielle und symbolische Funktion. Die Führung der Dienstgeschäfte obliegt dem Vizepräsidenten des Staatsrats.
Bis zum Jahr 2012 ernannte der König nach Parlamentswahlen einen informateur bzw. einen formateur, die die Regierung gebildet haben. Diese Rolle hat seitdem der Vorsitzende der Zweiten Kammer des Parlaments inne. Der König ist allerdings über die Ergebnisse dieser Vorgänge sowie allgemein über die Regierungsarbeit zu informieren.
Der König verliest einmal jährlich die Thronrede (Prinsjesdag im September), die vom Kabinett geschrieben wurde.
Dieselbe Funktion hat der König auch in den übrigen drei Ländern des Königreichs, also in Aruba, Curaçao und Sint Maarten. Da der König in den Niederlanden lebt, wird er in diesen drei Ländern durch jeweils einen Gouverneur vertreten. Der König ernennt diesen Gouverneur, spielt jedoch bei dessen Auswahl keine Rolle.

## Ministerverantwortlichkeit
Kennzeichnend für eine konstitutionelle Monarchie wie die Niederlande ist die Ministerverantwortlichkeit. Laut Verfassung ist der König unverletzlich, die Minister sind verantwortlich. Eine Handlung des Königs wird erst gültig, wenn sie von einem Minister gegengezeichnet wird. Damit übernimmt der Minister die Verantwortlichkeit.
Übt der König seine verfassungsmäßigen Aufgaben aus, wird er seit 1841 vom Kabinett des Königs unterstützt. Dieses Büro (nicht zu verwechseln mit dem Regierungskabinett) regelt den Verkehr zwischen dem König und den Ministern sowie mit anderen Staatsorganen. Auch dieses Büro unterliegt der Ministerverantwortlichkeit.
Der König ist unverletzlich. Das bedeutet, dass er für seine Handlungen von keinem Staatsorgan zur Rechenschaft gerufen werden kann. Dies gilt auch für Handlungen als Privatperson. Er kann jedoch zivilrechtlich angeklagt werden, etwa wenn er Schadensersatz bezahlen soll. In so einem Fall wird der König von einem Bevollmächtigten vertreten. Er muss sich an das Strafgesetz halten, kann aber nicht verfolgt werden (mit einer Ausnahme: vor dem Internationalen Strafgerichtshof). Die Minister übernehmen dann zwar keine strafrechtliche Verantwortung, aber eine politische. Geht es um sehr ernsthafte Straftaten, kann der Ruf laut werden, dass die Minister sich darum bemühen sollen, den König für amtsunfähig erklären zu lassen.

## Repräsentative Aufgaben
Über die formalen Rechte und Pflichten hinaus hat der König heutzutage vor allem eine repräsentative Funktion und kümmert sich in verschiedener Weise um die Belange der niederländischen Bevölkerung.
Der König hat zur Aufgabe, Menschen und Gruppen zusammenzuführen und die Arbeit von Personen und Organisationen, die eine gesellschaftliche Bindungsfunktion haben, zu unterstützen. Durch sein Wirken trägt er zur Stabilität der Gesellschaft und zur Kontinuität und Prosperität des Landes bei. Er verleiht den Empfindungen der Bürger bei freudigen und traurigen Ereignissen von nationaler Bedeutung Ausdruck.
Darüber hinaus repräsentiert der König das Königreich der Niederlande nach innen und nach außen. So absolviert er regelmäßig Arbeitsbesuche in Provinzen und Gemeinden und reist auch in die karibischen Teile des Königreichs. Außerdem stehen jedes Jahr mehrere Staatsbesuche auf seinem Programm, und er empfängt Staatsoberhäupter und Regierungschefs, die ihrerseits den Niederlanden einen Besuch abstatten.
Außerdem ist der König regelmäßig bei Kongressen, Eröffnungsveranstaltungen, Jubiläen, Gedenkfeiern und ähnlichen Anlässen zu Gast. Auf diese Weise lenkt er das Augenmerk auf gesellschaftlich wertvolle Initiativen und unterstützt Entwicklungen und Aktivitäten, die in diesem Zusammenhang von Nutzen sind.

## König als Privatperson
Der König ist eine natürliche Person wie andere Menschen auch. Teilweise gelten für ihn aber andere Normen als für andere natürliche Personen in den Niederlanden. So bestimmt das Gesetz, wer Vormund eines minderjährigen Königs wird. Die Vormundschaft muss nicht in denselben Händen sein wie eine Regentschaft. Ein König hat auch Grundrechte wie andere Menschen. Als Amtsträger sind seine Rechte allerdings eingeschränkt.
Das Problem beim König besteht darin, dass man Privatperson und Amt nur schwierig voneinander trennen kann. Grundsätzlich darf ein König als Privatperson seine Meinung frei äußern, auch über die Regierung. Als Amtsträger darf er das allerdings nicht. Das gilt zunächst nur für öffentliche Gelegenheiten. Doch etwas, das der König in privater Umgebung sagt, kann öffentlich werden, und dadurch wird es automatisch eine Aussage des Königs als Amtsträger. Über jede Handlung des Königs aber müssen die Minister Verantwortung gegenüber dem Parlament nehmen.

## Thronwechsel

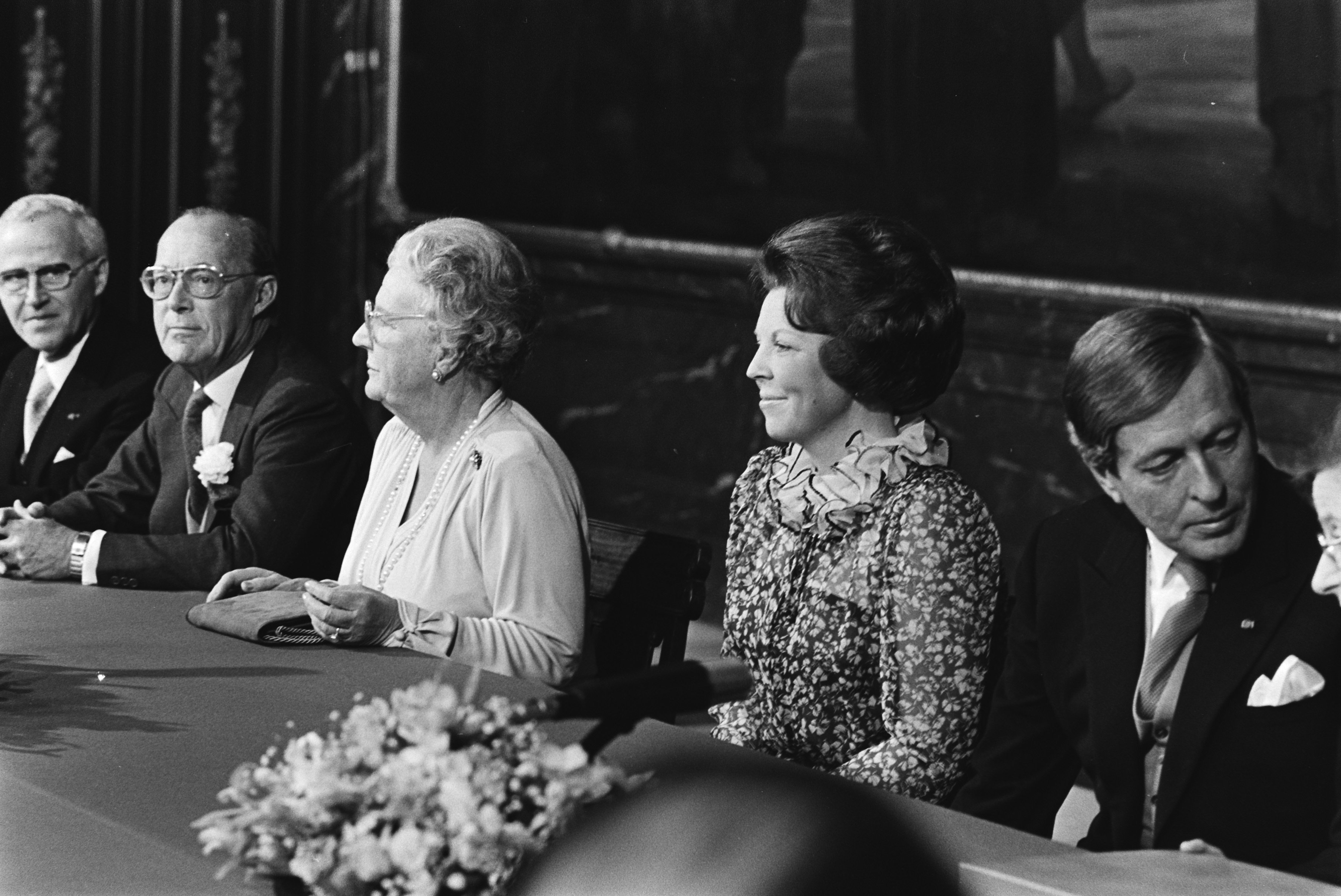
Treffen aus Anlass der Abdankung von Königin Juliana im Jahr 1980, neben ihr ihre Tochter Beatrix

Staatsrechtlich ist zu unterscheiden zwischen dem König als Amtsträger einerseits sowie dem Amt des Königs, also der Funktion der koningsschap, andererseits. Von dem Amte zu unterscheiden ist das koninklijk gezag, die Befugnisse des Amts.
Die koningsschap erhält man durch Erbfolge, so, wie sie von der Verfassung beschrieben wird (Art. 24). Dazu muss man gesetzlicher Nachfahre von König Willem I. sein (dem ersten Amtsträger 1815). Der Erbfall tritt ein, wenn ein König entweder stirbt oder Abstand von der koningschap nimmt.
Nachfolger kann nur ein gesetzlicher Nachfahre des Königs sein. Bis zum Jahr 1983 war dies, wenn ältere Töchter vorhanden waren, der älteste Sohn, seitdem unabhängig vom Geschlecht das älteste Kind. Berücksichtigt werden erst die Nachfahren des Königs und danach die seiner Eltern oder Großeltern und danach deren Nachfahren. Auch ein ungeborenes Kind kann Nachfolger sein. Kein Nachfolger kann jemand werden, der gesetzlich von der Erbfolge ausgeschlossen wurde. Dafür sieht die Verfassung eine besondere Prozedur im Parlament vor. Kein König kann jemand werden oder bleiben, der eine Ehe eingeht, ohne dafür die Zustimmung des Parlaments erhalten zu haben. Das gilt auch für die Kinder aus einer solchen Ehe. Für eine politische Krise sorgte im Jahr 1964 die sogenannte „Irene-Frage“ (niederl. kwestie Irene), bei der es darum ging, ob in den traditionell protestantischen Niederlanden auch ein Anhänger des römisch-katholischen Glaubens den Thron besteigen könne. Hintergrund war die Verlobung Prinzessin Irenes mit dem spanischen Thronfolger Carlos Hugo von Bourbon-Parma und ihr damit einhergehender Übertritt zum Katholizismus. Irenes Verzicht auf eine mögliche Thronfolge und die Verlegung der Hochzeit nach Rom führten dazu, dass die Frage nach dem Glauben des Monarchen offiziell nicht abschließend beantwortet wurde.
König wird man durch das Amtsende des Vorgängers: Als zum Beispiel Königin Wilhelmina abdankte, wurde ihre Tochter Juliana im selben Moment die neue Königin. Der Nachfolger kann nicht von sich aus im Voraus die Erbfolge ablehnen; der Nachfolger muss der Erbfolge auch nicht erst zustimmen. Erst wenn er König geworden ist, kann er selbst abdanken. Der neue König legt vor den versammelten Mitgliedern des Parlaments einen Eid ab, worauf ihm jedes einzelne Parlamentsmitglied den Treueeid leistet (inhuldigung).
Allerdings kann jemand die königlichen Befugnisse ausüben, ohne selbst König zu sein, zum Beispiel ein Regent. Das trat im Jahr 1890 ein, als König Wilhelm III. starb und eine Witwe sowie eine minderjährige Tochter hinterließ. Die Tochter Wilhelmina erbte zu diesem Zeitpunkt bereits die koningschap. Doch das koninklijk gezag wurde acht Jahre lang von der Königin-Witwe Emma als Regentin ausgeübt. Ein König kann seine Befugnisse zeitlich niederlegen, etwa durch Krankheit, und wird ebenfalls durch einen Regenten ersetzt. Ferner kann das Parlament durch Gesetz und nach Beratung mit dem Raad van State den König für unfähig erklären, die Befugnisse auszuüben. Dieses Gesetz muss ausnahmsweise nicht vom König unterschrieben werden (Art. 35 GW).
Die Regentschaft wird normalerweise vom mutmaßlichen Thronfolger ausgeübt, sofern dieser volljährig ist. Gibt es diesen nicht, kann das Parlament per Gesetz den Regenten bestimmen. Etwa 1981 wurde Prinz Claus dazu bestimmt, für den Fall, dass Königin Beatrix vor der Volljährigkeit ihrer Söhne sterben sollte. Ansonsten würde der Raad van State die königlichen Befugnisse ausüben, bis ein Regent bestimmt wird.

## Amtsträger
| Willem I         | 1815–1840                                                                                  |
| Willem II        | 1840–1849                                                                                  |
| Willem III       | 1849–1890, wenige Tage vor seinem Tod wurde seine Ehefrau Emma Regentin                    |
| Wilhelmina       | 1890–1948, bis zu ihrem 18. Geburtstag (dem 31. August 1898) war ihre Mutter Emma Regentin |
| Juliana          | 1948–1980                                                                                  |
| Beatrix          | 1980–2013                                                                                  |
| Willem-Alexander | seit 2013                                                                                  |